# Nyża w Baranich Schodkach I
Nyża w Baranich Schodkach I – jaskinia, a właściwie schronisko, w Dolinie Małej Łąki w Tatrach Zachodnich. Wejście do niej znajduje się w górnej części Baranich Schodów, powyżej Nyży w Baranich Schodkach II, na wysokości 1784 metrów n.p.m.  Długość jaskini wynosi 6 metrów, a jej deniwelacja 3,5 metrów.

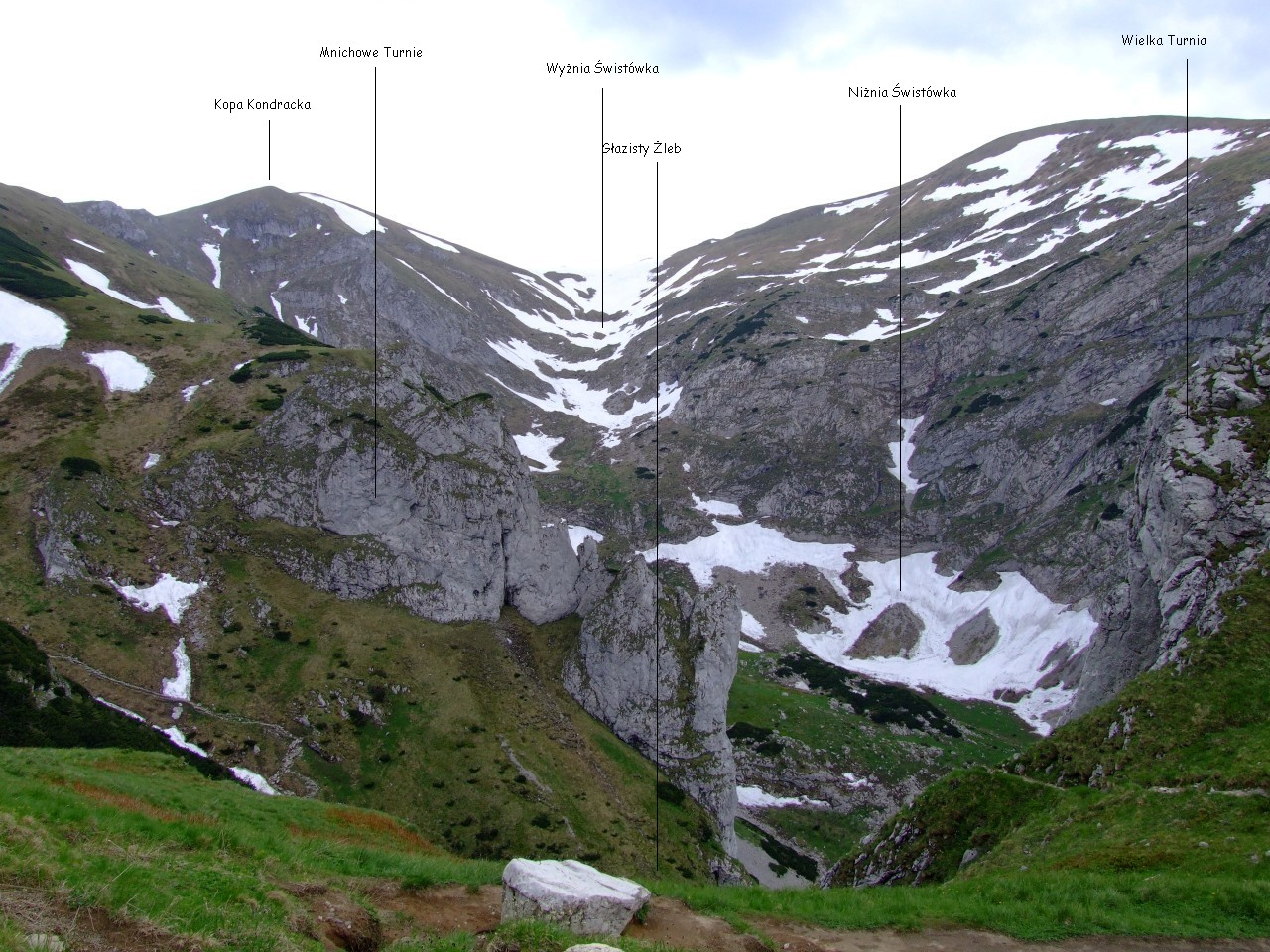
Dolina Małej Łąki. W śniegu powyżej Niżniej Świstówki Baranie Schody

## Opis jaskini
Jaskinię stanowi idący stromo do góry, szczelinowy korytarz zaczynający się w obszernym otworze wejściowym i pod koniec, za 1,5-metrowym progiem, zwężający się w szczelinę nie do przejścia.

## Przyroda
W jaskini brak jest nacieków. Ściany są wilgotne, przy otworze rosną na nich mchy, wątrobowce, glony i porosty.

## Historia odkryć
Jaskinia była prawdopodobnie znana od dawna. Jej pierwszy plan i opis sporządziła I. Luty przy pomocy J. Kowalskiego w 1999 roku.